# Simon Sina
Pour les articles homonymes, voir Sina.
Simon Georg Freiherr von Sina (né le 15 octobre 1810 à Vienne, mort le 15 avril 1876 dans la même ville) est un homme d'affaires et mécène autrichien.

## Biographie
Il est le fils de Georg Simon von Sina. Il étudie la philosophie et l'astronomie.
Il fait don d'une grande partie des actifs de sa famille pour construire des établissements d'enseignement, comme l'université de Vienne et l'université hongroise des beaux-arts, ainsi que la fondation de l'Académie d'Athènes et l'observatoire national d'Athènes. La cathédrale d’Athènes et l'église grecque orthodoxe de la Sainte-Trinité de Vienne ont été aussi financées par lui.
À sa mort, il ne laisse qu'une petite fortune à ses quatre filles. Ne pouvant plus être entretenu, le Palais Sina est vendu à une compagnie d'assurances.
En hommage, le cratère Sinas (en) de la Lune porte son nom.

## Source, notes et références
- (de) Cet article est partiellement ou en totalité issu de l’article de Wikipédia en allemand intitulé « Simon von Sina » (voir la liste des auteurs).